# 桑迪島 (內赫布里底群島)

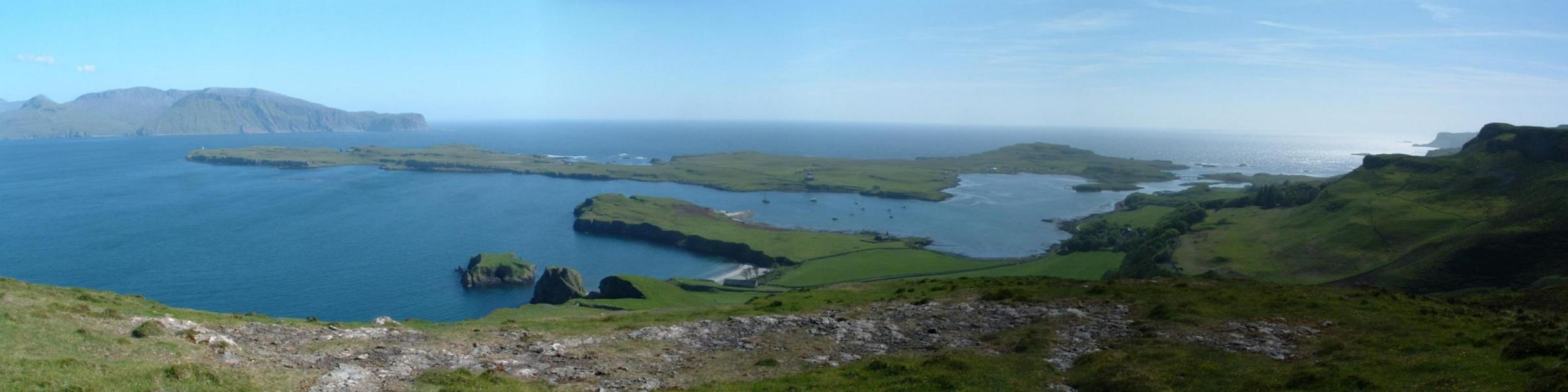

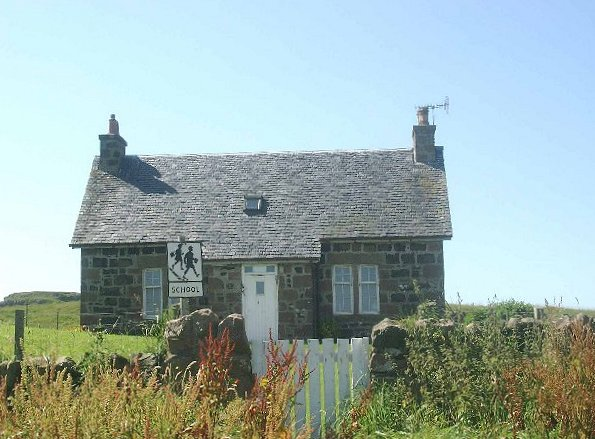

桑迪島是蘇格蘭的島嶼，位於坎納島附近的大西洋海域，屬於內赫布里底群島的一部分，面積1.84平方公里，最高點海拔高度59米，2001年人口僅6人。
57°3′0″N 6°28′54″W / 57.05000°N 6.48167°W